# Indoribates quadripilus
Indoribates quadripilus är en kvalsterart som först beskrevs av Berlese 1916.  Indoribates quadripilus ingår i släktet Indoribates och familjen Haplozetidae. Inga underarter finns listade i Catalogue of Life.